# Alan Myerson
Pour les articles homonymes, voir Myerson.
Alan Myerson est un réalisateur américain né le 1er juillet 1940 à Édimbourg en Écosse (Royaume-Uni).

## Filmographie sélective
- 1973 : Steelyard Blues
- 1981 : Leçons très particulières (Private Lessons) d'Alan Myerson
- 1982 : Bayou Romance
- 1988 : Police Academy 5